# 中国共産党四川省委員会
中国共産党四川省委員会（ちゅうごくきょうさんとうしせんしょういいんかい）は中国共産党に所在する四川省を運営する組織である。
中国共産党四川省委員は中国共産党四川省大会という選挙によって選出される。大会が開催されていない期間は、中国共産党中央委員会の指示を四川省で実行し、四川省の行動を指導し、中国共産党中央委員会に定期的に報告する。

## 沿革
1948年、中国共産党中央委員会は中国共産党四川省委員会の設立を決定した。

## 職責
『中国共産党地方委員会工作条例』によると、中国共産党地方委員会は主に政治、思想と組織指導を実行し、以下の職能を担う：
1. 地域の主要な問題についての意思決定を行う。
2. 法的手続きを通じて、党組織の主張を地方の規制、地方政府の規則又はその他の政令にする。
3. 地域の思想文化宣伝工作に対する指導を強化し、イデオロギー工作の指導権、発言権をしっかりと掌握する。
4. 幹部管理権限に従い幹部を任免し、管理し、地方国家機関、政協組織、人民団体、国有企業事業単位等に重要幹部を推薦する。
5. 人民代表大会、政府、政治協商会議、裁判所、検察院、人民団体などが法により規約に基づき独立して責任を負い、協調一致して業務を展開することを支持・保証し、これらの組織における党グループの指導の核心的役割を発揮する。
6. 地域の群団活動と統一戦線活動に対する指導を強化する。
7. 所属する党組織と広範な党員を動員、組織し、大衆を団結させて党の目標任務を実現する。

## 構成機関
『四川省機構改革方案』によると、中国共産党四川省委員会には15の工作機関が設置され、工作機関が管理する機関（副庁級）が1つある。中国共産党四川省委員会は以下の機構を設置している：
- 中国共産党四川省委員会弁公庁

### スキル部門
- 中国共産党四川省委員会組織部
- 中国共産党四川省委員会宣伝部
- 中国共産党四川省委員会統一戦線工作部
- 中国共産党四川省委員会政法委員会

### 仕事部門
- 中国共産党四川省委員会組織部政策研究室
- 中国共産党四川省委員会組織部国家安全委員会弁公室
- 中国共産党四川省委員会網絡安全・情報化委員会弁公室
- 中国共産党四川省委員会財経委員会弁公室
- 中国共産党四川省委員会機構編成委員会弁公室
- 中国共産党四川省委員会軍民融合発展委員会弁公室
- 中国共産党四川省委員会台港澳工作弁公室
- 中国共産党四川省委員会巡回指導者小組弁公室
- 中国共産党四川省委員会老幹部局

### 派遣機関
- 中国共産党四川省委員会直属機関工作委員会

### 直属事業単位
- 中国共産党四川省委員会党校
- 四川社会主義学院
- 『四川日報』社
- 中国共産党四川省委員会党史研究院
- 四川省公文書館

……

### 作業組織が管理する機関
- 中国共産党四川省委員会機密局（省委員会弁公庁が管理する）

## 歴代の書記
| 肖像 | 氏名   | 就任           | 退任           | 注     |
| ---- | ------ | -------------- | -------------- | ------ |
|      | 李井泉 | 1952年9月1日   | 1965年2月      |        |
|      | 廖志高 | 1965年2月      | 1967年1月      |        |
|      | 張国華 | 1969年12月     | 1972年2月      |        |
|      | 劉興元 | 1972年3月      | 1975年10月     |        |
|      | 趙紫陽 | 1975年3月      | 1980年3月      |        |
|      | 譚啓龍 | 1980年3月      | 1983年2月      | [ 1 ]  |
|      | 楊汝岱 | 1983年2月      | 1993年4月7日   | [ 2 ]  |
|      | 謝世杰 | 993年4月7日    | 2000年1月6日   | [ 3 ]  |
|      | 周永康 | 2000年1月6日   | 2002年12月5日  | [ 4 ]  |
|      | 張学忠 | 2002年12月5日  | 2006年12月3日  | [ 5 ]  |
|      | 杜青林 | 2006年12月3日  | 2007年12月1日  | [ 6 ]  |
|      | 劉奇葆 | 2007年12月1日  | 2012年11月20日 | [ 7 ]  |
|      | 王東明 | 2012年11月20日 | 2018年3月21日  | [ 8 ]  |
|      | 彭清華 | 2018年3月21日  | 2022年4月22日  | [ 9 ]  |
|      | 王暁暉 | 2022年4月22日  | 現在           | [ 10 ] |

## 歴代の構成員
第十期省委（2012年5月-2017年5月）
- 書記：劉奇葆（-2012年11月）、王東明（2012年11月-）
- 副書記：蔣巨峰（-2013年3月）、李春城（中国語版）（-2012年12月）、魏宏（2012年11月-2016年1月）、尹力（2015年3月-）、劉国中（2016年2月-2017年1月）、鄧小剛（2017年3月-）
- 常務委員：劉奇葆（-2012年11月）、蔣巨峰（-2013年3月）、李春城（-2012年12月）、李登菊（女）（-2016年5月）、柯尊平（-2015年3月）、王懐臣（-2015年5月）、鐘勉（-2015年4月）、黄新初、陳光志（-2015年4月）、李昌平（藏族）（-2016年4月）、劉玉順（-2015年4月）、呉靖平（-2017年3月）、葉万勇（2012年7月-2013年11月）、王東明（2012年11月-）、魏宏（2012年11月-2016年1月）、范鋭平（2013年5月-）、李亜洲（2013年11月-2015年3月）、尹力（2015年3月-）王寧（2015年4月-）、侍俊（2015年4月-2016年12月）、崔保華（2015年4月-）、王雁飛（2015年5月-）、劉国中（2016年2月-2017年1月）、曲木史哈（彜族）（2016年5月-）、甘霖（2016年5月-）、鄧勇（2017年3月-）、鄧小剛（2017年3月-）、黄建発（2017年4月-）

第十一期省委（2017年5月-2022年5月）
- 書記：王東明（-2018年3月）、彭清華（2018年3月-2022年4月）、王暁暉（2022年4月-）
- 副書記：尹力（-2020年12月）、鄧小剛（-2021年10月）、黄強（2020年12月-）
- 常務委員：王東明（-2018年3月）、尹力（-2020年12月）、鄧小剛（-2021年10月）、王雁飛（-2021年11月）、范鋭平（-2021年8月）、王寧（-2020年3月）、曲木史哈（彜族）（-2021年2月）、甘霖（-2022年5月）、鄧勇、黄建発（-2018年7月）、王銘暉（-2020年3月）、李静（女）（-2017年12月）、田向利（女）（2017年12月-2021年12月）、姜永申（2018年1月-2020年4月）、彭清華（2018年3月-2022年4月）、王正譜（2018年8月-2021年1月）、羅文（2020年3月-）、王一宏（2020年3月-2021年9月）、曲新勇（2020年5月-2021年8月）、黄強（2020年12月-）、于立軍（2021年2月-）、李雲沢（2021年5月-）、施小琳（女）（2021年8月-）、田暁蔚（2021年8月-）、羅增斌（2021年9月-2022年1月）、廖建宇（2021年11月-）、曹立軍（2022年3月-）、趙俊民（2022年3月-）、王暁暉（2022年4月-）

第十二期省委（2022年5月至今）
- 書記：王暁暉
- 副書記：黄強、羅文（－2022年6月）、施小琳（女）（2023年7月－）、于立軍（2024年9月－）
- 常務委員：王暁暉、黄強、羅文（－2022年6月）、廖建宇、施小琳（女）、于立軍、李雲沢（－2023年5月）、田暁蔚、曹立軍、陳煒、趙俊民（－2024年12月）、靳磊、鄭莉（女）、董衛民（2023年8月－）、普布頓珠（藏族）（2023年10月-）